# 所罗门颂
所罗门颂歌是归名于所罗门的 42 首颂歌的集合。这些颂歌一般来说可追溯到一世纪或二世纪，而有些少数人则认为是更晚的日期。  这些颂歌的原始语言被认为是希腊语或叙利亚语，大多数学者认为它是由一位基督徒写成的，很可能是从艾赛尼派皈依基督教的人，因为它与在昆兰。    有些人认为作者甚至亲眼见过使徒约翰。 有少数一些学者提出了所罗门颂歌是由于诺斯替派的起源，但这一理论并未得到广泛支持。 

## 手稿的历史
所罗门颂歌的现存最早的手稿可追溯到公元 3 世纪末和公元 4 世纪初：
科普特的Pistis Sophia ，拉克坦提乌斯 ( Lactantius ) 对第 19 首颂歌文本的拉丁语引述，以及在Papyrus Bodmer XI 中引述的第 11 首颂歌的希腊文本。18 世纪之前的人们只有通过 Lactantius 的一节经文引用并将所罗门颂歌列入两份宗教文献目录后才知道这些颂歌。
大英博物馆于 1785 年购买了科普特的Pistis Sophia （ Codex Askewianus BM MS. add. 5114）。科普特手稿可能是在 3 世纪末撰写的一份174 页的手抄本。这份手稿包含两首颂歌的完整文本、还有另外两首的某些部分的内容，以及被认为有可能是所罗门颂歌第一章的内容（该首颂歌未经任何其他手稿证实，可能不完整）。 Pistis Sophia是一部在埃及创作的诺斯替教文本，可能是源自叙利亚的希腊语的译本。
学者们在Pistis Sophia中发现所罗门颂的部分内容后开始寻找这些令人好奇的文本的更完整副本。 1909 年，詹姆斯·伦德尔·哈里斯 ( James Rendel Harris ) 在书房的架子上发现了一堆被遗忘的叙利亚文手稿的叶子。不幸的是，他只记得他们来自“底格里斯河附近”。手稿 (Cod..Syr. 9 约翰莱兰兹图书馆 ) 是现存最完整的颂歌文本。手稿从第 3 首颂歌第一节的第二节开始（前两首颂歌已遗失）。这份手稿提供了所罗门颂歌的整个语料库，一直到颂歌 42 的末尾。然后是所罗门的诗篇（早期的犹太宗教诗歌，通常与后来的颂歌捆绑在一起），直到诗篇 17:38 的开头和手稿的结尾已经丢失。然而，哈里斯手稿是晚期的副本——肯定不早于 15 世纪。 1912 年， FC Burkitt在大英博物馆 (BM Add. 14538) 中发现了一份较旧的所罗门颂歌手稿。 Codex Nitriensis 来自位于开罗以西 60 英里处的Wadi El Natrun的叙利亚修道院。它展示了所罗门颂歌 17:7b 到所罗门颂歌 42 的末尾，然后是所罗门诗篇的连续编号。 Nitriensis 的文字比哈里斯的手稿密集得多，这常常使它难以辨认。然而，Nitriensis 比 Harris 早大约五个世纪（尽管 Mingana 将其定为 13 世纪）。
1955–1956 年，马丁·博德默 (Martin Bodmer) 获得了一些所罗门颂歌手稿。 Papyrus Bodmer XI 似乎是 3 世纪在埃及编撰的希腊基督教宗教文学剪贴本。它包括了第十一首颂歌的全部内容（标题为 ΩΔHy ΣΟΛΟΜΩΝΤΟϹ），其中包括在 Ode 中间的一小段，这在哈里斯版本中没有出现。内部证据表明，这些额外的材料是《所罗门颂歌》的原创内容，而后来的哈里斯手稿已将其省略。

## 作者身份

### 语言和时期
虽然早期的学者认为《所罗门颂歌》最初是用希腊语或希伯来语写成的， 现在一致认为叙利亚语/亚拉姆语是原始语言。 它们的起源地可能是叙利亚地区。对编撰日期的估计范围是从公元一 ] 世纪到公元三世纪，许多人认为是在二世纪。一些人声称，《所罗门颂歌》第 4 章讨论了埃及莱昂托波利斯神庙的关闭，这可以追溯到公元 73 年左右。 早期日期的有力论据之一是在安提阿的圣伊格内修斯的著作中发现了对颂歌的引用，甚至可能是对颂歌原文的引用。   Justin Martyr和Irenaeus也提出了可能的典故，这也支持早期的时期。 所罗门颂歌与约翰福音有明显的相似之处，这表明作者与此书的写作地在同一个社群。 
人们普遍认为《所罗门颂歌》与《约翰福音》和死海古卷有关，因此查尔斯沃思得出结论，作者是一位皈依约翰教派的艾赛尼派信徒。 

### 礼仪用途
所罗门的颂歌也许是为礼拜仪式使用而创作的。在叙利亚手稿中，所有的所罗门颂歌都以哈利路亚结尾，而哈里斯手稿用叙利亚字母hê (  ).使用复数命令式和强制性动词形式表明创作者有时正也许在向会众讲话。 Bernard、  Aune 、Pierce 和其他评论过所罗门颂歌的人在所罗门的颂歌中发现了清晰的早期洗礼意象——水是一个永远存在的主题（洪水、饮用活水、溺水和泉水）是皈依和启蒙的语言。查尔斯沃思引领了对这一观点的批评。 

## 主题

### 福音
所罗门的颂歌反映了对传播上帝的知识和转化他人的异乎寻常地强调。
根据James H. Charlesworth的说法，“这些赞美诗的主要特征是对所应许的弥赛亚的降临表示感谢的欢乐语调（cf. Ode 7:1-6； 41:3-7) 以及现在体验永生和来自那位被爱者的爱（3:1-9; 11:1-24; 23:1-3; 26:1-7; 40:1- 6)". 

## 神学
尽管存在一些争议，但根据查德威克的说法，《所罗门颂歌》很可能是原始东正教派系的一部分，只是略有不同， 因为欧迪斯特似乎将艾赛尼派的思想与基督教混为一谈。 其他人，例如James White ，认为这本书受到了诺斯替主义的影响。 

### 救恩论

所罗门颂有早期的三位一体神学。

一些人认为《所罗门颂歌》支持预定论。例如，他们说：“在他们存在之前，我认出了他们；并在他们的脸上印了一个印章。”然而，其他人不同意《颂歌》支持预定论，认为作者的意思不是无条件的拣选，而是基于预知的拣选。    
根据托马斯·施莱纳( Thomas R. Schreiner ) 的说法，《所罗门颂歌》的救赎论是高度以恩典为导向的，并以被拣选的教义为重点，他认为作者将救赎视为上帝的一项工作，而不是通过人类的功绩来完成。 Thomas R. Schreiner 和 Brian J. Arnold 认为这本书支持一种归咎于正义的形式。  

### 末世论
这本书比喻地提到了敌基督，用“龙”这个词来表示敌基督。  
所罗门的颂歌也许提到普遍的复活。 

### 基督论
有些人之前认为这本书有幻觉主义倾向，但它似乎也暗示耶稣的诞生虽然是奇迹，但仍然是人类的诞生，这与幻觉主义反对幻觉主义（反之亦然）的安提阿的伊格内修斯也可能使用了所罗门的颂歌。所罗门颂歌 8:5-6 也被认为是指基督的复活。   此外，《所罗门颂歌》与 Johannine 作品的紧密联系表明反对幻觉主义。 
所罗门的颂歌提到基督是逻各斯，他是预先存在的。 所罗门的颂歌包含许多常见的基督教教义，例如弥赛亚是上帝的儿子和耶稣的赎罪。  Odist 称耶稣为人子和神子。 
所罗门的颂歌可能包含最早的非圣经证明的处女出生，这取决于写作的日期。 
这本书提到了弥赛亚的母亲，他暗示了他被钉在十字架上的死亡和他下降到阴间。 

### 三位一体
这本书提到了“圣父、圣子和圣灵”  ，并且似乎拥有三位一体神学，没有任何从属主义的迹象，这与后来的德尔图良和奥利根不同。  

### 洗礼
这本书也显然喻示了洗礼，但没有提及圣餐仪式。 可能的洗礼主题包括更新（诗歌 36:5）、新造（诗歌 15:8、21:3）、圣灵的印证（诗歌 4:7）、进入天堂（诗歌 11:16）、三位一体论公式（诗篇 23:22）和割礼（诗篇 11）。这些主题的存在导致一些学者争辩说，所罗门颂歌是洗礼赞美诗的集合。 作者似乎受到了犹太世界末日思想和神秘主义的影响。  

### 其他
所罗门颂歌作者可能有一种“所有信徒的祭司”的理解，将自己视为提供精神祭祀的个人祭司。 
《所罗门颂歌》说马利亚分娩时没有疼痛，接生婆也不在，这暗示了马利亚在分娩时仍然是处女的教义。该声明也可能暗指出埃及记的故事，其中犹太妇女的分娩速度非常快，这就是埃及助产士来得不够快的原因。  

## 与所罗门诗篇的关系
从技术上来说，所罗门颂歌是匿名的，但在许多古代手稿中，所罗门的颂歌与类似的所罗门诗篇一起被发现，并且这些颂歌开始被归于同一作者。然而，与所罗门的诗篇不同，《所罗门颂歌》的犹太风格不那么明显，而在表面上更像基督教。 所罗门颂歌不仅明确提到了耶稣，还提到了童贞女的诞生、痛苦的地狱和三位一体的观念。阿道夫·哈纳克 (Adolf Harnack ) 建议使用基督教插补的工作，调整原本是犹太人的文本。
在风格和神学方面，所罗门颂歌和安提阿的伊格内修斯的作品以及约翰福音的经典之处都有相似之处。例如，《所罗门颂歌》和《约翰福音》都使用耶稣作为逻各斯的概念，并用温和的比喻来书写。哈里斯列举了所罗门颂歌和约翰文书之间在主题上的以下相似之处：
- 基督是道
- 基督在创世之前就存在（所罗门颂歌 31、33）
- 基督赐下丰盛的活水
- 基督是一切的门
- 基督以爱人与被爱人的关系对待祂的子民
- 信徒爱主，因为祂先爱他们（所罗门颂歌 3:3）
- 信徒对基督的爱使他们成为他的朋友（所罗门颂歌 8） [41]

有人提出颂歌 22章12节（“万物的基础是你 [上帝] 的磐石。你在其上建造了你的国度，它成为圣民的居所。”  ) 可能是马太福音 16.18 中这句话的早期版本

## 与诺斯底主义的关系
有些人怀疑《所罗门颂歌》的正统性，暗示它们可能起源于异端或诺斯替教派。这可以从“知识”一词的广泛使用中看出（  。  ; Gk。 γνωσις  )。在所罗门颂歌 8:21c 中有救世主需要拯救的轻微暗示（ — “得救的人在被救的他里面”）和圣父的形象有被圣灵挤奶的乳房以带来基督的化身。就“知识”而言，它总是指上帝的自我启示的礼物，并且由于颂歌充满了对上帝美好创造的享受，它们似乎与诺斯替主义的知识概念不一致，知识提供了从不完美的世界中解脱出来。其他图像有时被认为是异端邪说的标志，但在早期的教父文学中确实有一些相似之处。
H. Chadwick、Emerton 和 Charlesworth 等学者完全相信该文本与诺斯替教无关。 

## 现代影响
所罗门颂歌启发了现代的音乐家和他们的音乐项目。作曲家 John Schreiner 在2010 年发行了一张名为The Odes Project的两碟专辑，该专辑是将所罗门颂歌改编成现代音乐。  LDS 音乐网站 Linescratchers 的创建者 Arthur Hatton 受到所罗门颂歌的启发歌词将诗歌中的词句融入其专辑Odes中。 

## 也可以看看
- 所罗门的诗篇（1 世纪文本）
- 所罗门的智慧
- 使徒教父

### 主要出版来源
- Bernard, JH (1912). "The Odes of Solomon" in Texts and Studies VIII.
- Charlesworth, James H (1977). The Odes of Solomon. Missoula, Montana: Scholars Press. ISBN 0-89130-202-6ISBN 0-89130-202-6.
- Franzmann, M (1991). The Odes of Solomon: Analysis of the Poetical Structure and Form. Göttingen.
- Harris, JR and A Mingana (1916, 1920. The Odes and Psalms of Solomon in 2 vols. Manchester.
- Vleugels, Gie. The Odes of Solomon: Syriac Text and English Translation with Text Critical and Explanatory Notes. MŌRĀN ETH’Ō 41. Kottayam: St. Ephrem Ecumenical Research Institute, 2016.

### 二级出版资源
- 查德威克，H（1970）。 “对所罗门颂歌的特征和神学的一些思考”在Kyriakon：Festschrift für J Quasten vol. 1，编辑。 P Granfield 和 JA Jungmann。
- Drijvers, Han Jan Willem (1984)。安条克东部：早期叙利亚基督教研究。 Aldershot：Ashgate Variorum 重印。ISBN 0-86078-146-1书号 0-86078-146-1 。
- 皮尔斯，马克 (1984)。 Ephemerides Liturgicae XCVIII 中的“所罗门颂和其他早期基督教作品的主题及其洗礼特征”。
- Vleugels, Gie (2011)。 “所罗门颂歌中第二圣殿的毁灭”，载于： Das heilige Herz der Tora Festschrift für Hendrik Koorevaar，编。 Siegbert Riecker 和 Julius Steinberg，亚琛：Shaker Verlag。ISBN 978-3-8440-0584-4书号 978-3-8440-0584-4, 303-310

- Harris, J. Rendel “所罗门的颂歌和诗篇：从叙利亚文版本出版”第 2 版。 1911
- Harris、J. Rendel 和 Mingana “所罗门的颂歌和诗篇”卷。 1：文本，1916 年（叙利亚文和拉丁文手稿的传真件）
- Harris、J. Rendel 和 Mingana “所罗门的颂歌和诗篇”卷。 2：翻译，1920 年（没有可复制的文本，但文件小得多）
- Harris、J. Rendel 和 Mingana “所罗门的颂歌和诗篇”卷。 2：翻译，1920（来自OCR的可复制文本，但文件非常大）
- Brahmachari Prangopal（又名。 Simeon Goldstein） 《所罗门颂：介绍与翻译》
- 詹姆斯·查尔斯沃斯（译者）。 “所罗门的颂歌。”早期基督教著作 （页面存档备份，存于）。
- 詹姆斯·查尔斯沃斯（译者）。从 misericordia.edu 存档的“所罗门颂”。
- JB Lightfoot 或 RH Charles，译者“所罗门颂” 1913 年在 Rutherford Hayes Platt“遗失的圣经书卷和被遗忘的伊甸园书卷”。 （柯林斯世界出版社，1926 年）。
- Jackson H. Snyder II “The Odes Of Shalomé: Ancient Netzari Songs of Extraterrestrial Love” （页面存档备份，存于） （斯奈德是弥赛亚犹太基督教作家）
- 互联网档案搜索
- LibriVox中的公有领域有声书《The Psalms and Odes of Solomon》 </img>的诗篇和颂歌
- 早期基督教著作中的所罗门颂 （页面存档备份，存于）